# سینه مالامال درد است ای دریغا مرهمی
غزلی با مطلع «سینه مالامال درد است ای دریغا مرهمی»، غزل شمارهٔ ۴۷۰ از دیوانِ حافظ در تصحیحِ محمد قزوینی و قاسم غنی است.

## در اجراها
محمدرضا شجریان در برنامهٔ شمارهٔ ۶۶ از مجموعهٔ گل‌های تازه این غزل را در آوازِ ابوعطا اجرا کرده‌است. همینطور بنان و مرضیه در برنامهٔ شمارهٔ ۲۵۴ از مجموعهٔ گل‌های رنگارنگ این غزل را در آوازِ بیات اصفهان اجرا کرده‌اند.